# US Open (tênis)
US Open (ou Aberto dos Estados Unidos / Open dos Estados Unidos), nomeado formalmente como "United States Open Tennis Championships", é um torneio de tênis disputado nos Estados Unidos. O US Open é a encarnação moderna do antigo U.S. National Championship, sendo este um dos mais antigos torneios de tênis do mundo, cujo torneio masculino ocorreu pela primeira vez em 1881. Desde 1987, o US Open é cronologicamente o quarto e último dos Grand Slams no ano. Desde 1978, vem ocorrendo nas quadras do USTA Billie Jean King National Tennis Center em Flushing Meadows, no Queens, na cidade de Nova Iorque.
Ocorre anualmente em agosto e setembro, num período de duas semanas (as semanas antes e depois do Labor Day). O torneio principal consiste de cinco diferentes eventos, simples masculino e feminino, duplas masculinas, femininas e mistas, com categorias adicionais para seniores, juniores e usuários de cadeira de rodas.

## História
O primeiro campeonato dos EUA aconteceu em 1881 e é disputado em agosto, em Newport, Rhode Island. O simples feminino foi disputado pela primeira vez em 1887. Em 1903, Lawrence Doherty foi o primeiro estrangeiro a vencer o torneio.  Em 1919, o torneio foi transferido para a cidade de Nova York e, em 1926, o francês René Lacoste, tornou-se o primeiro estrangeiro não falante do inglês a triunfar no US Open.
O torneio foi disputado em quadras de grama até 1974 e em saibro verde entre 1975 e 1977. Em 1997, o estádio Arthur Ashe é inaugurado, podendo acolher 23.500 espectadores, o maior do mundo. Junto com o Australian Open, o Torneio de Roland Garros e o Torneio de Wimbledon, o US Open compõe os quatro torneios do Grand Slam. O US Open é o quarto e último torneio do Grand Slam da temporada. Ele é disputado em superfície dura ("Decoturf").

### USTA National Tennis Center
Em 1978 o torneio mudou-se do West Side Tennis Club, Forest Hills, Queens para o USTA National Tennis Center em Flushing Meadows, Queens, no processo de mudança do piso de saibro — que tinha sido usado nos últimos três anos em Forest Hills — para a quadra de cimento, conhecida como “dura” ou “rápida”. Jimmy Connors foi o primeiro tenista a ganhar nas três superfícies do evento (grama, saibro e dura), enquanto Chris Evert a única mulher a ganhar em duas superfícies (saibro e dura).
O US Open é o único Grand Slam que tem sido jogado todos os anos sem interrupção.
De 1984 até 2015 o US Open teve o costume de praticar um calendário com um conceito conhecido como "Super Saturday", na qual as mulheres fecham no sábado a final entre as partidas das duas semi-finais masculinas. Os homens fazem a final no domingo. Visando atribuir a audiência televisa, esse calendário dá prioridade para as respectivas finais, porém dando assim um dia a menos para os tenistas descansarem para a final. Por cinco anos consecutivos o torneio de 2007-2012, a final masculina foi adiada para a segunda-feira devido a chuvas. A USTA então decidiu intencionalmente passar a final para a segunda-feira em 2013 e 2014, através desta mudança foi pedido pelo ATP mudanças na estrutura de outros Grand Slams.
Em 2015, o torneio retornou a tradição final no domingo, entretanto, a chuva atrapalhou as semifinais da sexta-feira. Tudo isto forçou a USTA a antecipar ainda mais a tão esperada quadra coberta do US Open.

## Finais
Finalistas do US Open, com seus campeões, vice-campeões e resultados, por evento:

### Profissional
Simples
- Masculinas
- Femininas

Duplas
- Masculinas
- Femininas
- Mistas

### Juvenil
Simples
- Masculinas
- Femininas

Duplas
- Masculinas
- Femininas

### Cadeira de rodas
- Masculinas, femininas e tetraplegia (simples e duplas)